# Pilar Vidal (actriz)

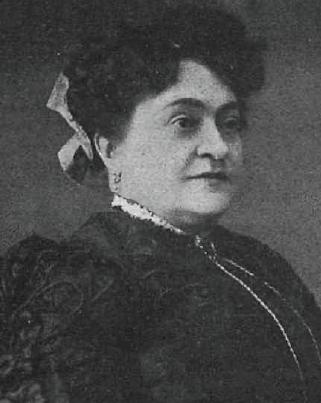
Pilar Vidal en 1910

Pilar Vidal Ferrando (Barcelona, 1855 - † Barcelona, 8 de febrero de 1932) fue una actriz y cantante española.

## Biografía
Siempre desde su debut se dedica a actriz característica. Se instala en Madrid en el año 1889, y tras pasar por los Teatros Maravillas y teatro Variedades de Madrid, recala en el Apolo, en el que cosechará sus mayores triunfos como actriz de carácter en multitud de piezas de Zarzuela.
Así, puede destacarse que formó parte del elenco en el estreno de las dos obras cumbre del Género chico: La verbena de la Paloma, en el papel de Señá Antonia y La Revoltosa, además de muchas otras piezas, como El dúo de La africana, El santo de la Isidra,  Agua, azucarillos y aguardiente, El cabo primero, Por peteneras, Doloretes o El pobre Valbuena.
En la década de 1910, se retiró de los escenarios escogiendo para avanzar su retirada el estreno de la obra Pajaritos y Flores de José Padilla y regresó a su ciudad natal Barcelona.